# Miss Grand Perú 2023
Miss Grand Perú 2023 es la primera edición del Miss Grand Perú, celebrado en los Estudios América Pachacamac, Lima el 22 de junio de 2023. Once candidatas que clasificaron al certamen a través de un casting virtual realizado a principios de enero compitieron por el título, de los cuales, una personalidad de Internet del Callao de 24 años, Luciana Fuster, resultó elegida ganadora. Luciana representó a Perú en la 11.ª edición del certamen Miss Grand Internacional que se celebró el 25 de octubre de 2023 en Ciudad Ho Chi Minh, Vietnam, saliendo ganadora siendo segunda ocasión que una peruana logra ganar este certamen, luego de la victoria de María José Lora en 2017.
La gran ronda final del concurso fue conducida por María Pía Copello, Mario Hart y Carlos Vílchez, y fue transmitida a la audiencia a nivel nacional a través de un programa de televisión denominado 'Mande quien mande' en el canal América Televisión, así como varios servicios de televisión por suscripción, entre ellos Movistar TV, DirecTV, Claro TV, Cablemás, Best Cable, Cable Perú y Visión Perú.

## Fondo
Anteriormente, las representantes peruanas para el certamen Miss Grand Internacional del 2014 al 2022 fueron designadas o seleccionadas a través del concurso Miss Perú.  Sin embargo, luego de la revelación de las finalistas del certamen Miss Perú 2023, que estuvo conformado por 28 candidatas, la directora del certamen, quien también posee la licencia de Miss Grand Perú desde 2014, Jessica Newton, planeó organizar un certamen separado para determinar el representante del país para Miss Grand Internacional 2023, y a las 28 candidatas calificadas se les permitió competir solo por una de las cuales;  12 candidatas eligieron el certamen de Miss Grand.

## Resultados

Resultado en Miss Grand Perú 2023

| Posición             | Candidata                      |
| -------------------- | ------------------------------ |
| Miss Grand Perú 2023 | - Callao - Luciana Fuster      |
| 1.ª finalista        | - Áncash - Pia Requejo         |
| 2.ª finalista        | - Arequipa - Seminario Zuliet  |
| 3.ª finalista        | - Huánuco - Brenda Serpa       |
| 4.ª finalista        | - Lambayeque - Michelle Choque |

## Candidatas
11 candidatas compitieron:
| Representación | Candidata                      | Edad |
| -------------- | ------------------------------ | ---- |
| Áncash         | Pia Requejo                    | 27   |
| Apurímac       | Anahy de la Colina Sosa        | 22   |
| Arequipa       | Zuliet Daleska Seminario Neyra | 20   |
| Callao         | Luciana Fuster Guzmán          | 24   |
| Huánuco        | Brenda Serpa                   | 30   |
| Junín          | Sheyla Carolina Zúñiga Olivera | 27   |
| Lambayeque     | Michelle Choque                | 24   |
| Loreto         | Alejandra Espino               | 19   |
| Lima           | Fairús Oré                     | 23   |
| Piura          | Nicolle Tassara                | 23   |
| Ucayali        | Carla Ramos Flores             | 24   |

### Candidata retirada
- Región Lima - Mayra Messa